# Карпинтерија (Калифорнија)
Карпинтерија (енгл. Carpinteria) град је у америчкој савезној држави Калифорнија. По попису становништва из 2010. у њему је живело 13.040 становника.

## Демографија
Према попису становништва из 2010. у граду је живело 13.040 становника, што је 1.154 (8,1%) становника мање него 2000. године.
| Група             | 2000.         | 2010.         |
| Белци             | 7.266 (51,2%) | 6.081 (46,6%) |
| Афроамериканци    | 84 (0,6%)     | 109 (0,8%)    |
| Азијати           | 338 (2,4%)    | 296 (2,3%)    |
| Хиспаноамериканци | 6.175 (43,5%) | 6.351 (48,7%) |
| Укупно            | 14.194        | 13.040        |